# Кутіна (Румунія)
Кутіна (рум. Cutina) — село у повіті Тіміш в Румунії. Входить до складу комуни Бетгаузен.
Село розташоване на відстані 361 км на північний захід від Бухареста, 54 км на схід від Тімішоари.

## Населення
За даними перепису населення 2002 року у селі проживали 364 особи, з них 362 особи (99,5%) румунів. Рідною мовою 362 особи (99,5%) назвали румунську.